# 中國平煤神馬集團

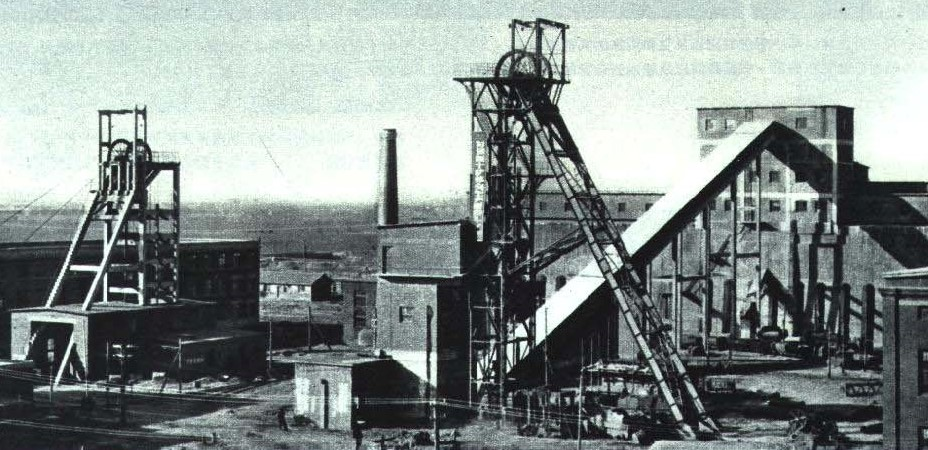
1964年平顶山十矿

中国平煤神马能源化工集团有限责任公司，2008年由原平頂山煤業（集團）有限責任公司和中國神馬集團有限責任公司合併成立，（簡稱：平煤神馬）。平煤神馬主要從事煤炭開采、加工、化學尼龍纖維等銷售。
平顶山天安煤业股份有限公司（上交所：601666）是平煤集團的子公司，於2006年11月23日在上海证券交易所上市。

## 旗下礦場礦難
- 2008年8月1日，平禹四礦發生氣體洩漏事故，造成23人死亡。事後7名負責人被處分，煤礦被罰款100萬元人民幣。
- 2010年10月16日，平禹四礦發生氣體連同煤塵洩漏，造成至少21名礦工喪生。

## 外部連結
- 中國平煤神馬集團